# Astrocito protoplasmático
El astrocito protoplasmático es una célula que pertenece al grupo de las neuroglias del sistema nervioso central. Cumple la función junto al astrocito fibroso, de servir de sostén físico y metabólico de las neuronas. Es una célula con característica morfológica heterogénea, con un núcleo redondeado y cuerpo celular del cual parten prolongaciones llamadas "procesos pediculares o pies" que se dirigen a los vasos sanguíneos adyacentes y transportan metabolitos y desechos de parte de la neurona, de igual manera estos "pies" recubren las porciones del axón neuronal que no está cubierto por la mielina, por ejemplo los nódulos de Ranvier.
La proteína ácida fibrilar glial está presente en pequeñas cantidades en el astrocito protoplasmatico, haciendo que su morfología sea más heterogéneo que la del astrocito fibroso.

## Localización
Es fácil de encontrarse en el parénquima del sistema nervioso central, continuo a vasos sanguíneos. Muy frecuente en la sustancia gris.

## Método de tinción
Técnicas de inmunohistoquimica son eficaces para su observación, así como técnicas de impregnación argéntica y de metales pesados.